# Visarut Vaingan
Visarut Vaingan (thailändisch วิศรุต ไวงาน, * 24. August 1991 in Prachin Buri), auch als Aum bekannt, ist ein thailändischer Fußballspieler.

## Karriere

### Verein
Visarut Vaingan erlernte das Fußballspielen in der Jugendmannschaft des Osotspa FC. Hier unterschrieb er 2009 auch seinen ersten Profivertrag. Der Verein spielte in der höchsten thailändischen Liga, der Thai Premier League. Mitte 2011 verließ er Osotspa und schloss sich dem Ligakonkurrenten Singhtarua FC aus Bangkok an. Von Juli 2012 bis November 2013 wurde er an den Zweitligisten Nakhon Ratchasima FC aus Nakhon Ratchasima ausgeliehen. Nach Vertragsende in Bangkok wechselte er nach Chonburi. Hier schloss er sich dem Erstligisten Chonburi FC an. Nach einem Jahr ging er nach Prachuap, wo er einen Einjahresvertrag beim Zweitligisten PT Prachuap FC unterschrieb. Der Erstligist Sisaket FC aus Sisaket nahm ihn die Saison 2017 unter Vertrag. Am Ende der Saison musste er mit dem Verein in die zweite Liga absteigen. Nach dem Abstieg unterschrieb er Ende 2017 einen Vertrag beim Zweitligisten Trat FC in Trat. Dieser Vertrag wurde am 1. Januar 2018 wieder aufgelöst. Die Saison 2018 war er vertrags- und vereinslos. Ubon United, ein Zweitligist aus Ubon Ratchathani, verpflichtete ihn Anfang 2019. Nachdem Ubon Ende 2019 in die vierte Liga zwangsabsteigen musste, wechselte er zum Zweitligisten Uthai Thani FC nach Uthai Thani. Für Uthai Thani spielte er siebenmal in der zweiten Liga. Im Januar 2021 unterschrieb er einen Vertrag beim Ligakonkurrenten Sisaket FC. Am Ende der Saison musste er mit dem Klub in die dritte Liga absteigen. Nach dem Abstieg verließ er Sisaket und schloss sich dem Drittligisten Ubon Kruanapat FC an. Mit dem Verein aus Ubon Ratchathani spielte er 18-mal in der North/Eastern Region. Im Juni 2022 nahm ihn der Erstligaabsteiger Suphanburi FC unter Vertrag. Nach einer Spielzeit, in der er 28-mal für dem Verein aus Suphanburi in der Liga zum Einsatz kam, wurde sein Vertrag nicht verlängert.

### Nationalmannschaft
Wisarut Waingan spielte von 2009 bis 2010 viermal in der thailändischen U-19-Nationalmannschaft.